# Fàbrica de ciment de Can Pagès
Fàbrica de ciment de Can Pagès és una fàbrica del municipi de Boadella i les Escaules (Alt Empordà) inclosa en l'Inventari del Patrimoni Arquitectònic de Catalunya.

## Descripció
Situada al sud-est del nucli urbà del poble de les Escaules, entre el paratge dels boscos d'en Salelles i les Erugues, pel camí de la Fàbrica.
Del conjunt arquitectònic, de caràcter noucentista, que conforma la fàbrica de ciment, la part destacable és l'edifici situat a l'extrem nord-oest de la construcció actual. Es tracta d'un edifici de planta rectangular amb la coberta de dues aigües i distribuït en planta baixa, pis i altell. La façana principal, orientada a tramuntana, presenta obertures rectangulars de mida gran a la planta baixa. Al pis, les finestres també són rectangulars i força allargades, amb els ampits inclinats. Es troben agrupades en tres grups, dos grups de dues obertures als extrems i cinc al grup que integra el cos central del parament. A l'altell hi ha tres petites finestres de mig punt. La façana presenta un coronament esglaonat al cos central del parament. La façana posterior, a migdia, manté el mateix tipus d'organització dels buits i el mateix tipus de coronament, tot i que presenta diversos cossos i estructures adossades. Adossat davant la façana principal hi ha un porxo de recent construcció. A l'interior, la nau està distribuïda en cinc crugies cobertes amb voltes de canó i rebaixades bastides en maons, igual que els arcs torals que les separen.
La construcció està arrebossada i pintada.

## Història
Com a conseqüència dels efectes que va provocar la fil·loxera a les vinyes de la comarca a finals del segle xix, des d'aquest moment fins a l'actualitat, la fabricació de ciment ha estat una de les activitats econòmiques més importants al municipi de les Escaules, proveint de pedra i ciment a tota la província de Girona i també a França.
Pau Pagès i Lloveres, enriquit per la construcció de diferents centrals hidroelèctriques a la Muga, va modernitzar la fabricació de ciment